# Gunhild (1862)
Gunhild var en 2:a klass kanonbåt i Svenska flottan. Hon byggdes av Bergsunds varv och sjösattes 27 oktober 1862. Hon var den sista i en serie av tio ångkanonslupar som örlogsflottan lät bygga under åren 1856-1863.. 
Gunhild var byggd av stål och försedd med två master och hon kunde föra upp till 270 kvm segel. Mellan 1866 och 1867 monterades de två kanonerna bort och ersattes av en 96 mm kanon, samt fick sin segelyta utökad. I samband med detta så blev hon omklassad till kanonångskonert. Besättningen kunde då minskas till 31 man. Hon byggdes 1898 om till handminefartyg och blev i och med detta Svenska flottans första minsvepare. Under första världskriget användes hon för minsvepning, samt för att bevaka den svenska neutraliteten. Under minsvepning vid Hertas Flak utanför Skagen sprängdes hon av en mina och sjönk 24 september 1918. Sjutton man ur besättningen omkom.